# Slavatovská zahrada

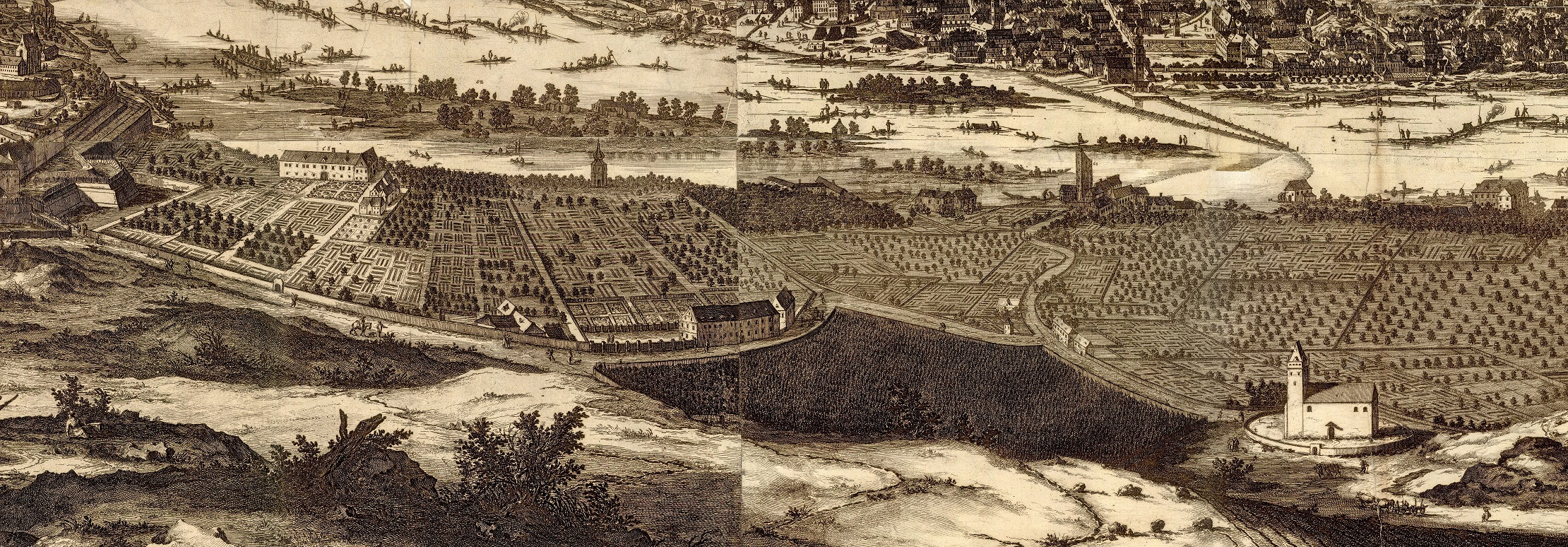
Pohled na Prahu od jihu, Alten-Allen (1685). Oblast jižně od Kartouzské brány

Slavatovská zahrada je dnes už neexistující zahrada na Smíchově, zvaná též Krásná nebo Kolovratská. Ležela na východ od Arbesova náměstí, mezi ulicemi Kořenského a Pavla Švandy ze Semčic. Na začátku 20. století byla překryta zástavbou. Na jih od ní byla v 19. století botanická zahrada na Smíchově.

## Historie

### Slavatové
Zahradu (1673) a po té letohrádek (kolem 1680) vybudoval Jan Jiří Jáchym Slavata z Chlumu a Košumberka (1634/1637–1689), císařský tajný rada, nejvyšší zemský sudí a nejvyšší hofmistr Českého království, vnuk defenestrovaného místodržícího Viléma Slavaty, pro sebe, svou manželku Marii Margaretu z Trautsonu (1643–1698) a potomstvo. Aristokrat poslední čtvrtiny 17. století, který dával přednost městským palácům v Praze a ve Vídni, kde trávil služební čas, což byly až tři čtvrtiny roku, u tohoto místa položil důraz na rovnováhu s venkovským prostředím. Cílem bylo vybudovat nové předměstské sídlo uprostřed veliké zahrady. 
První část plánu vymyslel ještě Vilém Slavata z Chlumu a Košumberka. On a později i oba jeho nejstarší vnukové systematicky vykupovali domy v okolí fideikomisního rodového Slavatovského paláce na Malé Straně. Tomuto paláci scházela větší a reprezentativnější zahradní plocha, která by odrážela nové požadavky nastupující barokní doby. Teprve v době vladaření Jana Jáchyma vznikl velký pozemkový komplex, místo pro reprezentativní palácovou stavbu předního českého šlechtického rodu. Jan Jáchym v letech 1678 a 1679 skoupil ve čtyřech transakcích velký pozemek za Kartouzskou bránou poblíž kostela sv. Jakuba a Filipa a Petržilkovských mlýnů, který dosahoval až na břeh Vltavy. Různorodý soubor nechal scelit a započal s výstavbou raně barokní zahrady, z níž se však do dnešních dnů téměř nic nezachovalo. Pozemek byl rovný a vhodný pro zahradu francouzského typu. Podobu tehdejší oblasti jižně od Kartouzské brány vystihuje mědirytina, kterou vytvořil Folbert van Alten-Allen, nizozemský malíř vedut. Vydána byla v roce 1685, tedy právě v době, kdy Slavatovská zahrada vznikala; kromě zahrad jsou tu patrné především dvě stavby, kostelík sv. Jakuba v popředí (tehdy ještě v gotické podobě, zhruba v místech nynějšího Arbesova náměstí) a Malostranská vodárenská věž (proti ní přes Vltavu je Šítkovská věž).

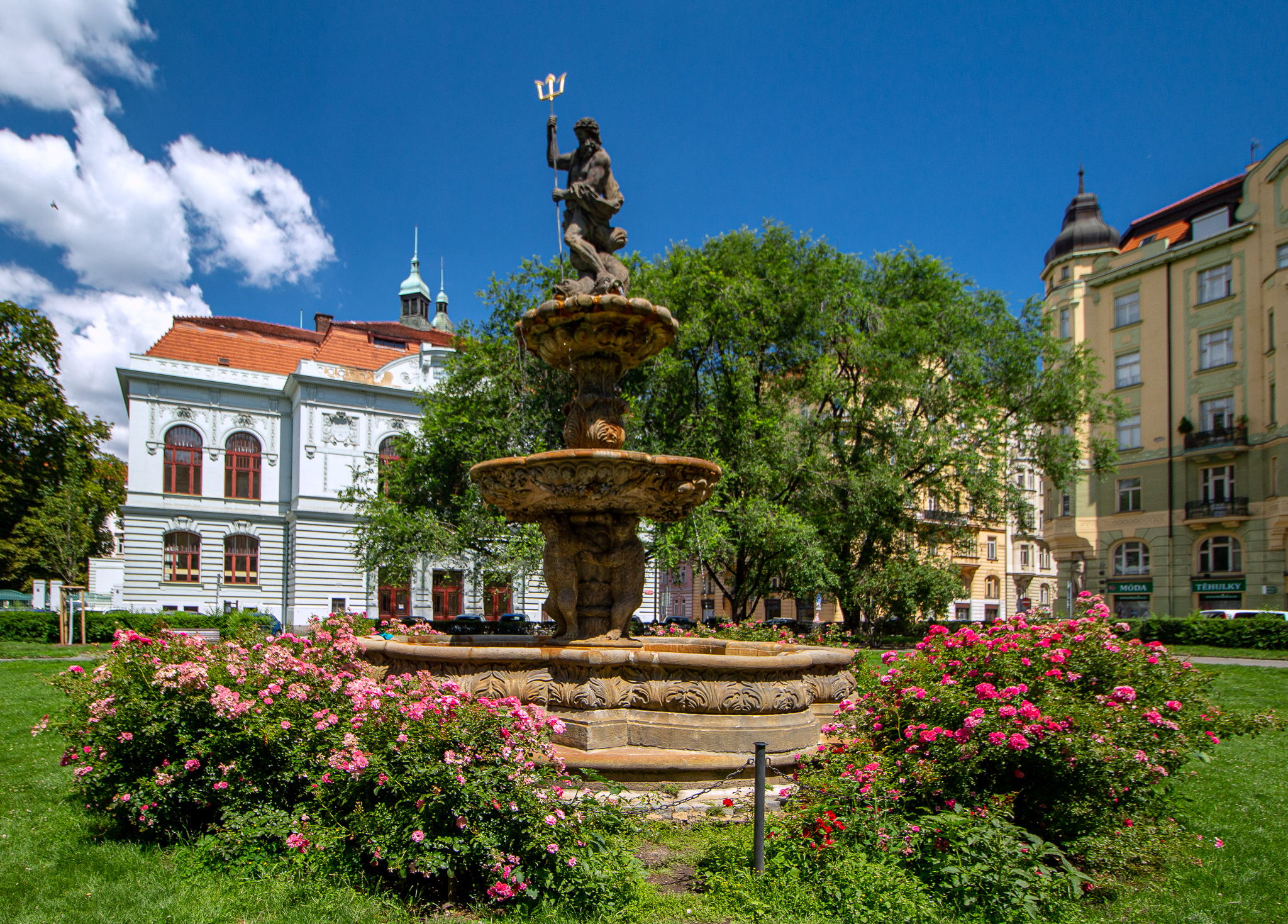
Kohlova fontána (Medvědí kašna) ze Slavatovské zahrady (dnes Nám. 14. října)

V zahradě se prokazatelně pracovalo v letech 1678 až 1687 a kolem roku 1680 byl také dostavěn celý letohrádek (Neuegebäude), na jehož vnitřním zařízení se pracovalo ještě v roce 1687, stejně jako na dalších prvcích soudobé zahrady, jako byla grotta či sochy. Dominantní okrasou zahrady byla kamenná kašna s patrovou fontánou, nesenou sochami medvědů, na vrcholu se sochou Neptuna s trojzubcem, kterou z pískovce vytesal sochař Jeroným Kohl do roku 1689. Tato jediná zahradní dekorace, nazývaná Medvědí kašna, se dodnes zachovala. Byla přemístěna nejdříve před smíchovská kasárna, odkud ji v roce 1945 vytlačil sovětský tank. Byla pak přemístěna na náměstí 14. října.
Zahradu tvořilo několik parterů. Byla chráněna zdí s reprezentační vstupní bránou, tou se vstupovalo na malý dvorek, který vedl do velkého parku, uprostřed něhož stál barokní letohrádek. Za letohrádkem v další zahradě pak stávaly ještě dva menší pavilonky.
Brána, označovaná i jako Medvědí brána, je stejně jako Medvědí kašna dílem Jeronýma Kohla z roku 1689. Postupným zvyšováním okolního terénu se časem dostala spodní třetinou pod zem, po zániku zahrady v roce 1902 byla přemístěna do Kinského zahrady a roku 1905 osazena do Lapidária Národního muzea (je to jeden z nejmohutnějších sbírkových předmětů).

### Jezuité
Po smrti Jana Jáchyma Slavaty a jeho manželky zřejmě přešla zahrada jako dědictví na jednu z jejich dcer, Marii Magdalenu (1673–1700), manželku hraběte Norberta Libštejnského z Kolovrat, a tedy na rod Kolovratů (podobně jako rodový Slavatovský palác; na situační mapě z roku 1700 je zahrada označena jako Kolovratská). O něco později na začátku 18. století se stala majetkem malostranské koleje jezuitů.

### Kartounka
Zahradu koupil v roce 1814 jako letní sídlo židovský podnikatel Aron Beer Přibram (1780–1866) se svou manželkou Ester, který zde zřídil kartounku, tj. továrnu na barvení a potisk bavlněných látek. V jejím provozování pokračoval jeho syn Salomon Přibram, zanikla až při parcelaci této části Smíchova na činžovní domy a Národní dům v roce 1890. V té době ještě stál u vltavského břehu jeden ze zahradních pavilonků s plastikou fauna hrajícího nymfám na flétnu. Roku 1899 byl Slavatovský letohrádek zbořen, zahrada mezi tehdejšími ulicemi Jakubskou a Smetanovou (nyní Pavla Švandy ze Semčic a Kořenského) existovala jen o necelé tři roky déle do roku 1902.